# Ecpyrrhorrhoe damastesalis
Ecpyrrhorrhoe damastesalis is een vlinder uit de familie van de grasmotten (Crambidae), uit de onderfamilie van de Pyraustinae. De wetenschappelijke naam van deze soort is voor het eerst voorgesteld als Scopula damastesalis door Francis Walker in een publicatie uit 1859.
De soort komt voor in Sri Lanka.